# Culture du poignard de bronze
Objets typiques
Armes de bronze
La culture du poignard de bronze est une culture archéologique de l'Âge du bronze récent et de l'Âge du fer en Asie orientale. Elle se développe d'abord au Liaoning (Chine), puis en Corée, sur une aire qui couvre les actuelles Mandchourie du Sud et Corée, entre environ 800 av. J.-C. et 200 de notre ère. De nombreux objets en bronze tels que des bijoux, des instruments de musique, des miroirs caractérisent cette culture, mais les épées, les épées courtes, les dagues (environ 30 cm de long, sans poignée mais avec une partie, à la base, qui permet de fixer une poignée) et les poignards sont les plus caractéristiques. L'état actuel des découvertes archéologiques permet de distinguer les deux régions en raison de caractères spécifiques à l'une comme à l'autre.

## Cadre général
Selon LEE Chung-kyu (1996), cette période se divise en cinq phases : les phases I et II sont caractérisées par des dagues « en forme de violon », les phases IV et V par des dagues effilées tandis que la phase III est une phase de transition. Les phases IV et V n'ont laissé des traces que dans la péninsule coréenne. En effet, selon YI Yundae (2009), deux phases culturelles se développent et se répandent en Corée entre le IVe et le IIe siècle av. J.-C. depuis le centre, dans la province de Chungcheong, et vers le Sud-ouest dans la province de Jeolla. Ensuite, entre le  IIe siècle av. J.-C. et le IIe siècle apr. J.-C., le déclin de cette culture va en parallèle avec le développement de la technologie du fer et l'émergence d'une société nouvelle où se réalisent les premières confédérations, correspondant à la période Samhan. Ce dernier état des recherches permet de faire la distinction entre la culture du Liaoning et la culture coréenne. En effet peu d'objets du Liaoning « à taille de guêpe » ont été découverts dans la péninsule ; ils témoignent seulement d'échanges régionaux. Les dagues effilées sont, par contre, spécifiques de la péninsule.
Le bronze du Liaoning est plus riche en zinc que celui des régions avoisinantes et, à cette époque, les échanges se faisaient sur un espace qui débordait largement la péninsule coréenne et la Mandchourie. Mais le royaume de Gojoseon avait la mainmise sur les circuits commerciaux entre la Chine et le reste de la péninsule. La période d'activité la plus intense de cette culture correspond à une période de production massive d'objets en bronze dans le sud de la péninsule et de tout un réseau commercial actif depuis le Liaodong jusqu'au sud de la péninsule. Avant l'établissement de la commanderie de Lelang, des relations avec la cour des Han sont attestées dans le sud de la péninsule. D'autre part, en ce qui concerne la culture du fer, on distingue deux phases. Du IVe au IIe siècle av. J.-C., la culture du fer des populations Yan est transmise à la péninsule ; cette période correspond à la période des Royaumes combattants chinois. Ce sont des fers obtenus par moulage, comme des faucilles, des houes... Ensuite, à la fin du IIe siècle av. J.-C. et au début du Ier siècle av. J.-C. l'essentiel est en fer forgé, avec la production et le commerce de nombreuses armes.

## Les dagues en forme de violon
La première phase marque le début de la fabrication d'objets en bronze, mais sans que poignards ou dagues soient produits. Ces armes n'apparaissent qu'aux VIIIe et VIIe siècles av. J.-C.. Les premiers objets correspondant à cette période, dont les dagues en forme de violon, n'ont été trouvés qu'au Liaoning et ils ne se sont répandus en Corée que graduellement. Leur dernière phase ne se retrouve qu'en Corée, mais il ne s'agit plus de formes en violon, ce sont alors des dagues en forme élancée. Dans une seconde période, une forme distinctive de poignards crantés apparaît dans le sud de la Corée, ce qui suggère que la production de bronze commence alors dans cette région à se faire au niveau local.
Dans la phase initiale de cette culture sur la péninsule coréenne les objets de bronze montrent une forte influence de la culture du bronze du Liaoning. On trouve, comme au Liaoning, des épées, des dagues, des miroirs au décor simple et des objets qui semblent être des boucliers.
La céramique montre qu'à cette époque la culture du poignard de bronze inclut plusieurs groupes culturels différents. Quatre styles de céramique différents ont été identifiés, centrés respectivement sur la vallée du Taedong, sur les régions de Chungcheong, du Sud et du Nord et sur la vallée du Kum, sur le nord-est de la Chine et enfin sur le sud de la péninsule coréenne, incluant l'ile-province de Jeju.

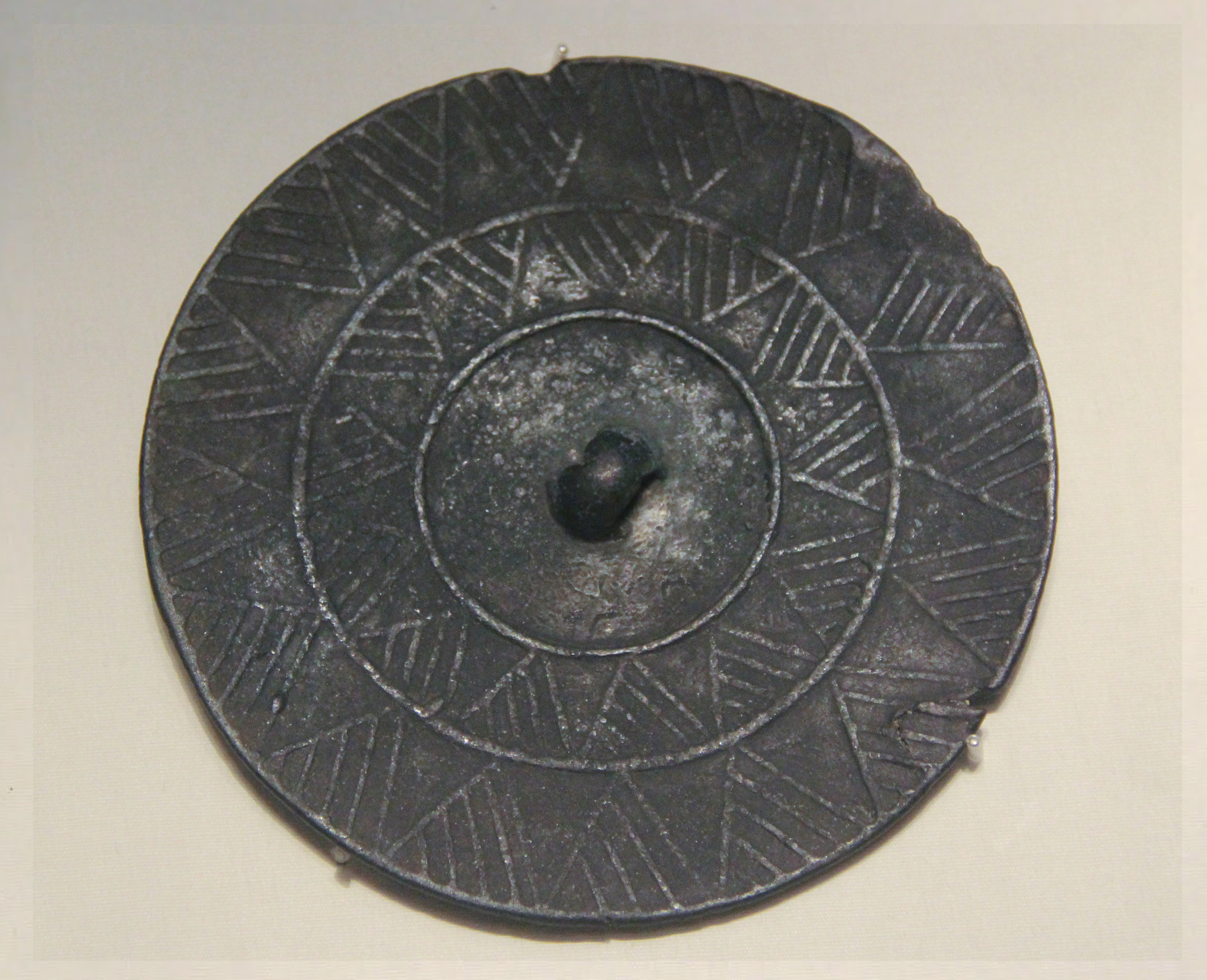
Pour comparaison : Miroir en bronze de type « steppique ». Chine, Culture de Qijia (?) 2200-1600 AEC[N 1]
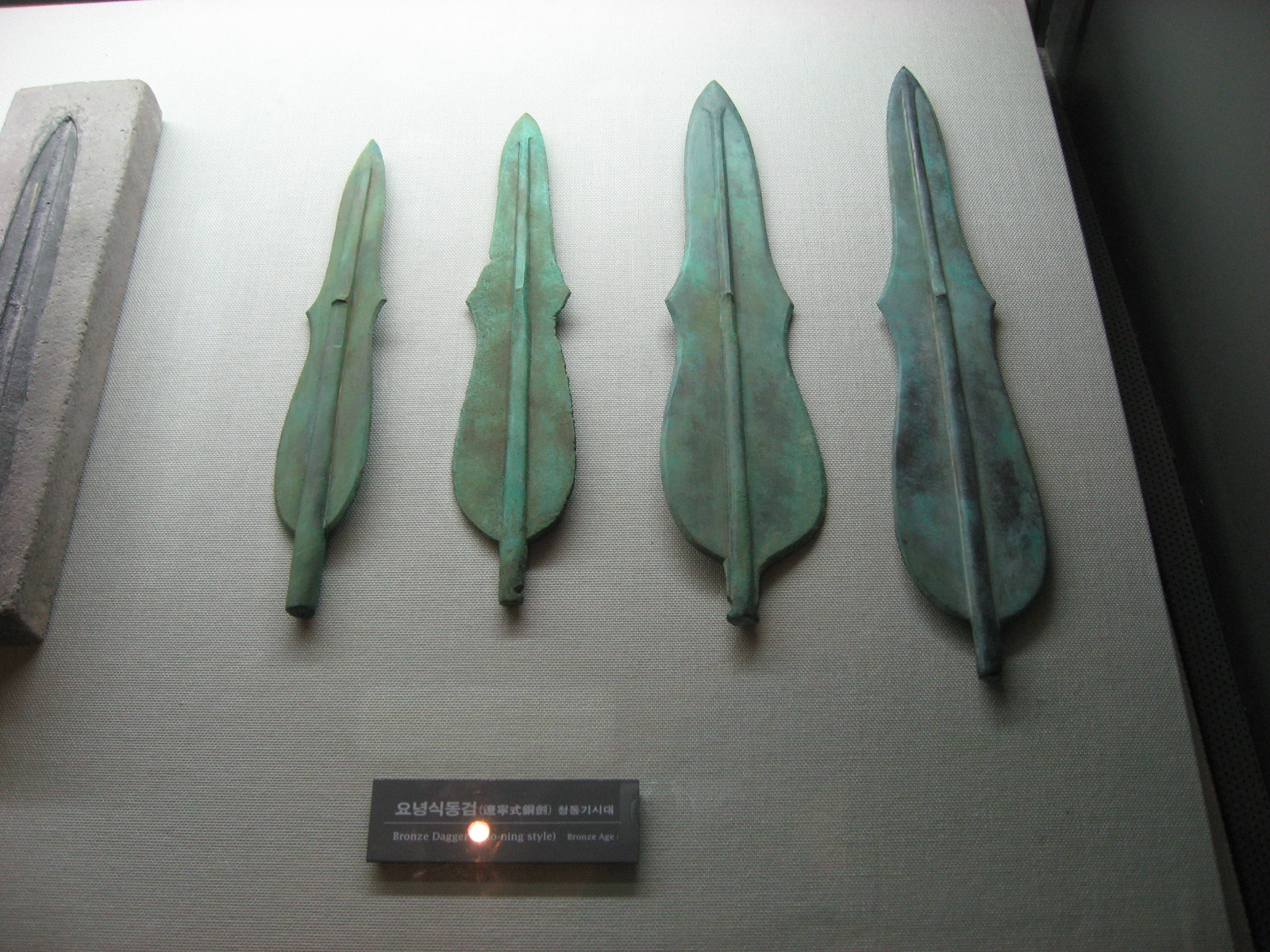
Dagues de bronze « en violon », type Liaoning. Âge du bronze. War Memorial of Korea, Séoul
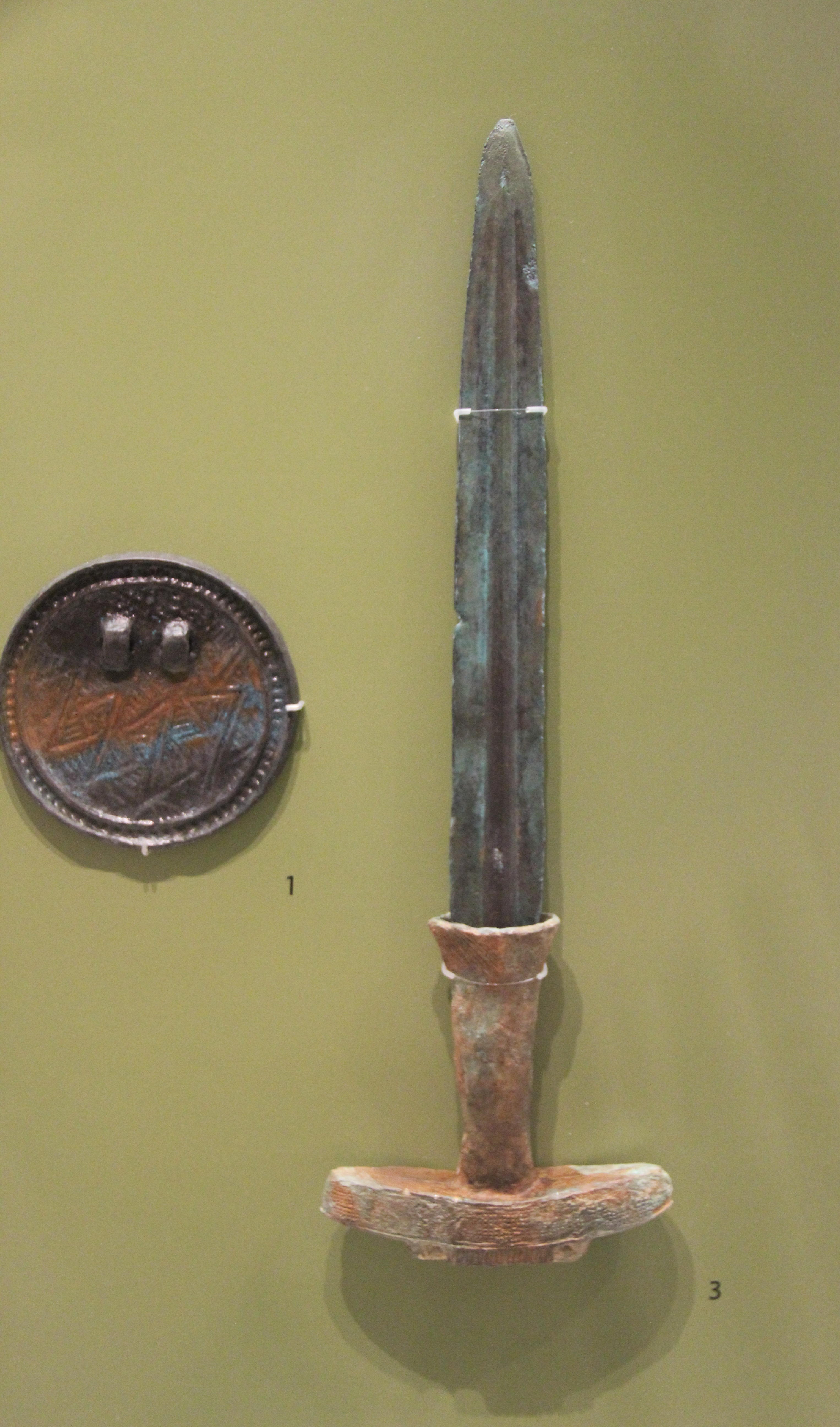
Dague de style coréen en bronze, miroir, moulés. Objets rituels de bronze, Ve – IVe siècle AEC. Musée national de Corée
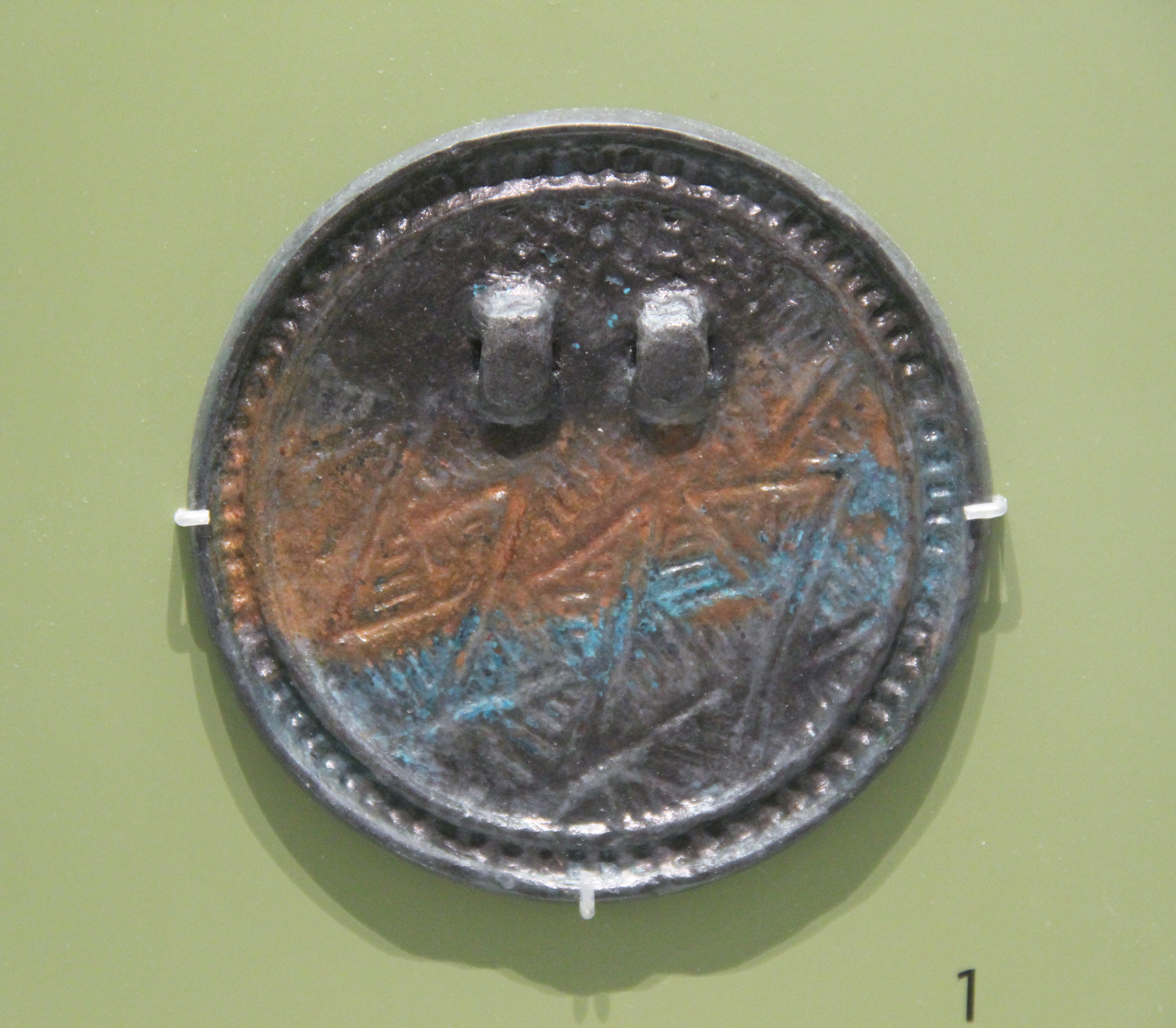
Miroir en bronze moulé de style steppique à dessin grossier. Période Gojoseon, Ve – IVe siècle AEC. Musée national de Corée
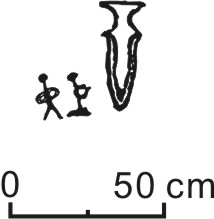
Pétroglyphe sur un mégalithe d'Orim-dong (Yeosu)

## Les dagues effilées
La dernière phase de la culture du poignard de bronze est souvent désignée sous le nom de « culture du poignard de bronze de Corée » car elle se restreint essentiellement à la Corée. À ce moment, les objets représentant la culture du Liaoning commencent à disparaitre du nord-est de la Chine. Une nouvelle forme de dague se répand en Corée, droite et effilée. 
La plus grande concentration de ces dagues en bronze se trouve dans la vallée du Kum, dans la province du Chungcheong du Sud ce qui semble indiquer que la plupart des dagues ont été fabriquées à cet endroit et que les autres régions les ont obtenues essentiellement par des échanges commerciaux. Ces échanges se sont aussi produits par la mer, puisque des objets de cette dernière phase ont été retrouvés au Japon.
Cette période est subdivisée en deux phases, l'une datant du IVe – IIIe siècle av. J.-C., dominée par la production de dagues effilées et l'autre datant du IIe siècle av. J.-C. où les dagues sont accompagnées par des miroirs de bronze avec des décors géométriques et par des hallebardes et des pointes de lance influencées par celles de l'État de Qin, dans le centre de la Chine. Dans la première phase, une seule culture céramique caractérisée par l'applique d'une bande d'argile se retrouve dans toute la péninsule coréenne, mais dans la seconde phase des types distinctifs apparaissent suivant les régions. C'est globalement une période d'expansion de cette culture qui se distingue aussi par la multiplication des objets dédiés aux rituels, comme des sortes de crécelles et les miroirs de bronze au décor fin et linéaire en étoile.

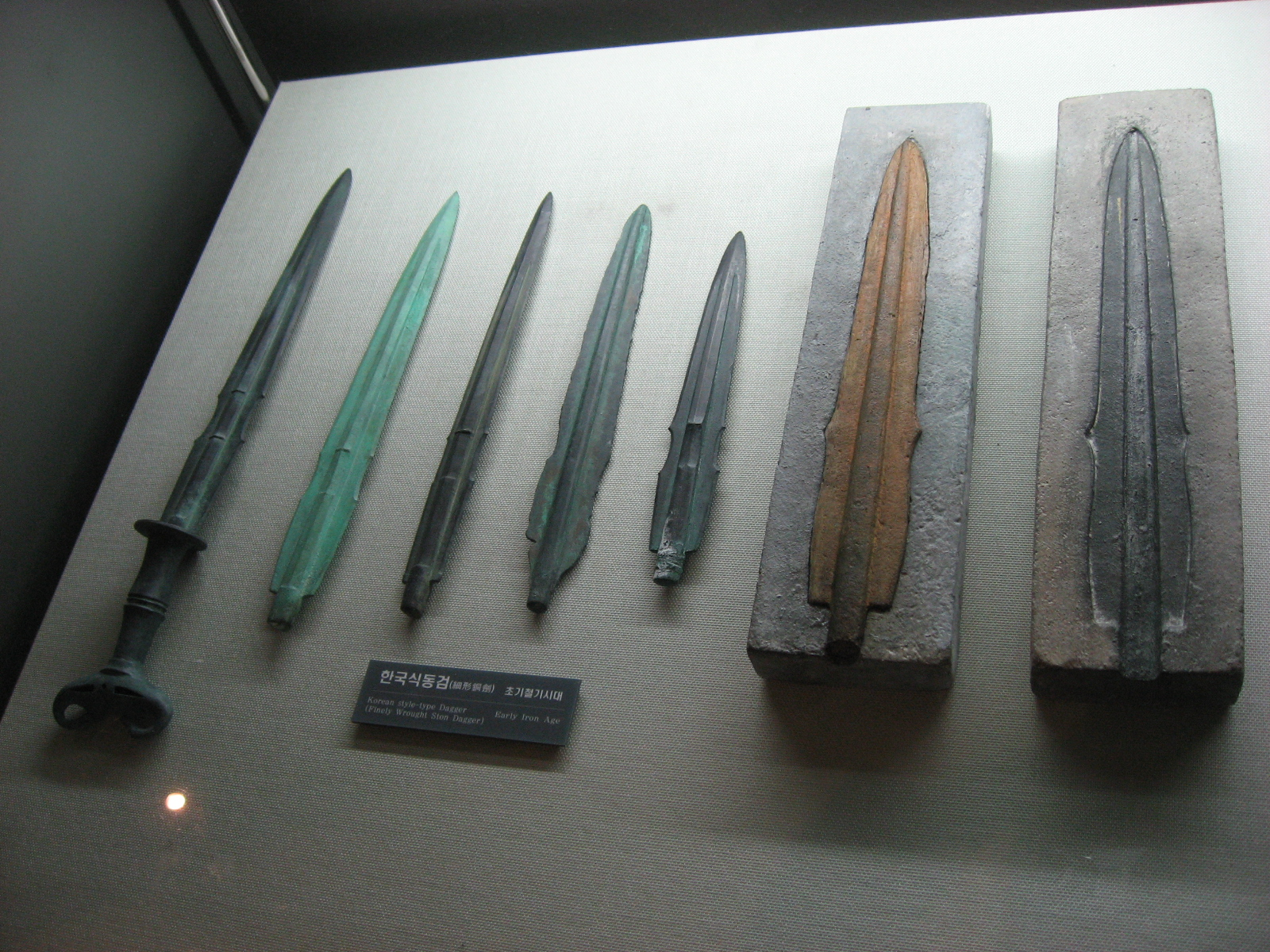
Dagues effilées début de l'Âge du fer. Moule de dague de l'âge du bronze. War Memorial of Korea, Séoul
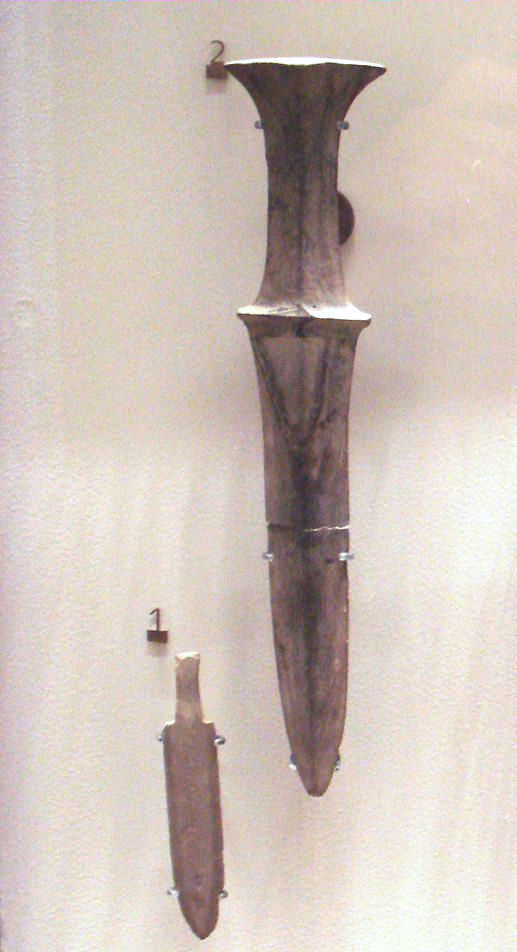
Substituts d'épée (H 28 cm) et de pointe de flèche. Pierre. IVe siècle av. J.-C. Musée Guimet[N 3], Paris
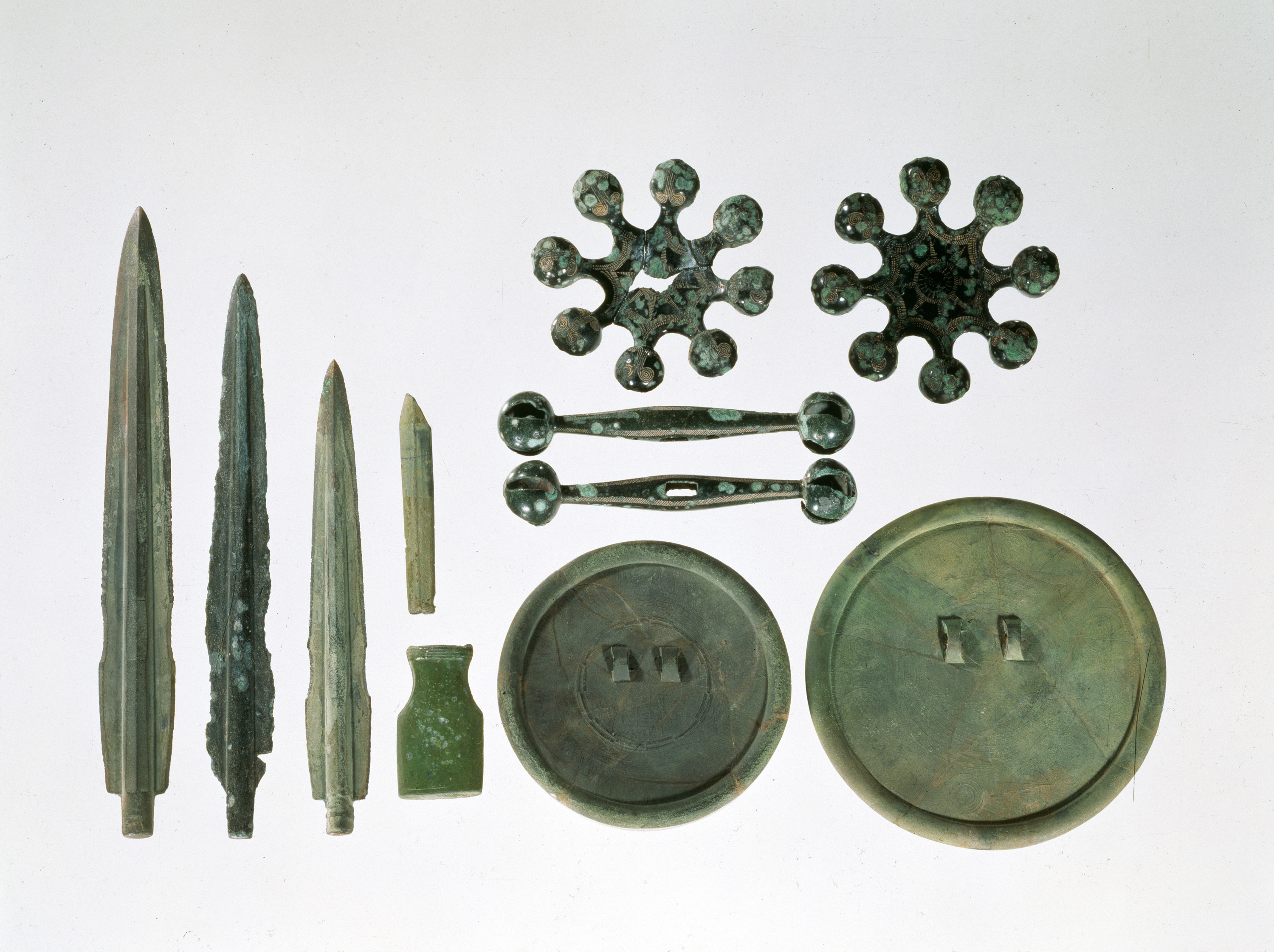
Bronzes de la 2de phase, d'expansion. Site de Daegok-ri (Taegong-ni), Hwasun. Dagues, burin, tête de hache, clochettes (face et profil), miroirs. Musée nat. de Corée
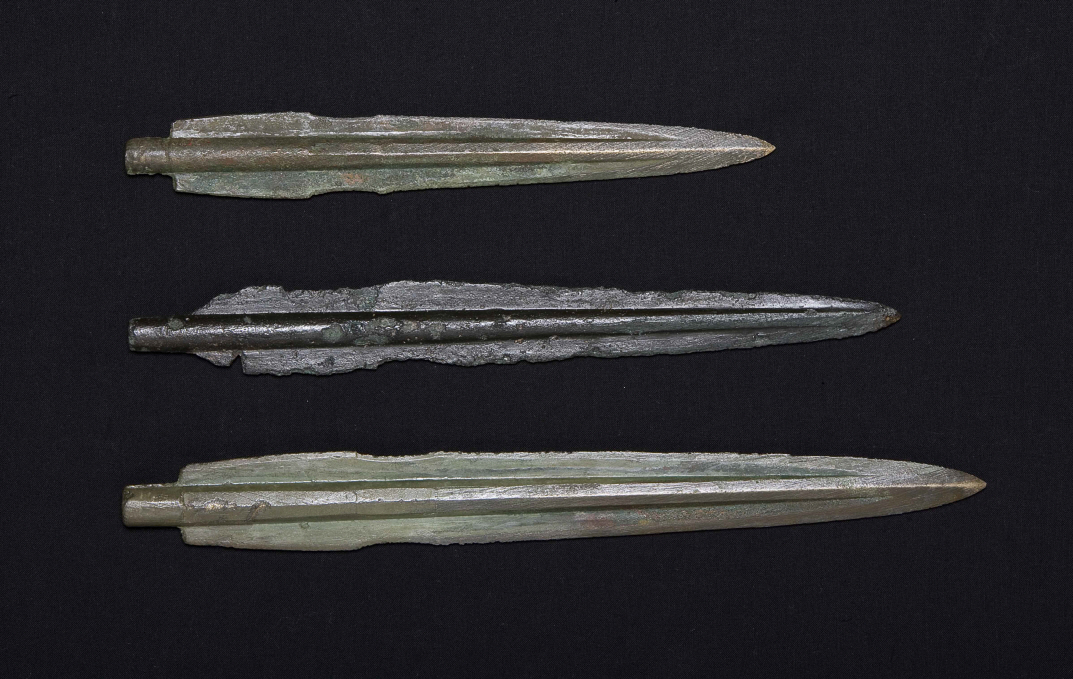
Dagues. Bronzes de la 2de phase d'expansion. Site de Daegok-ri
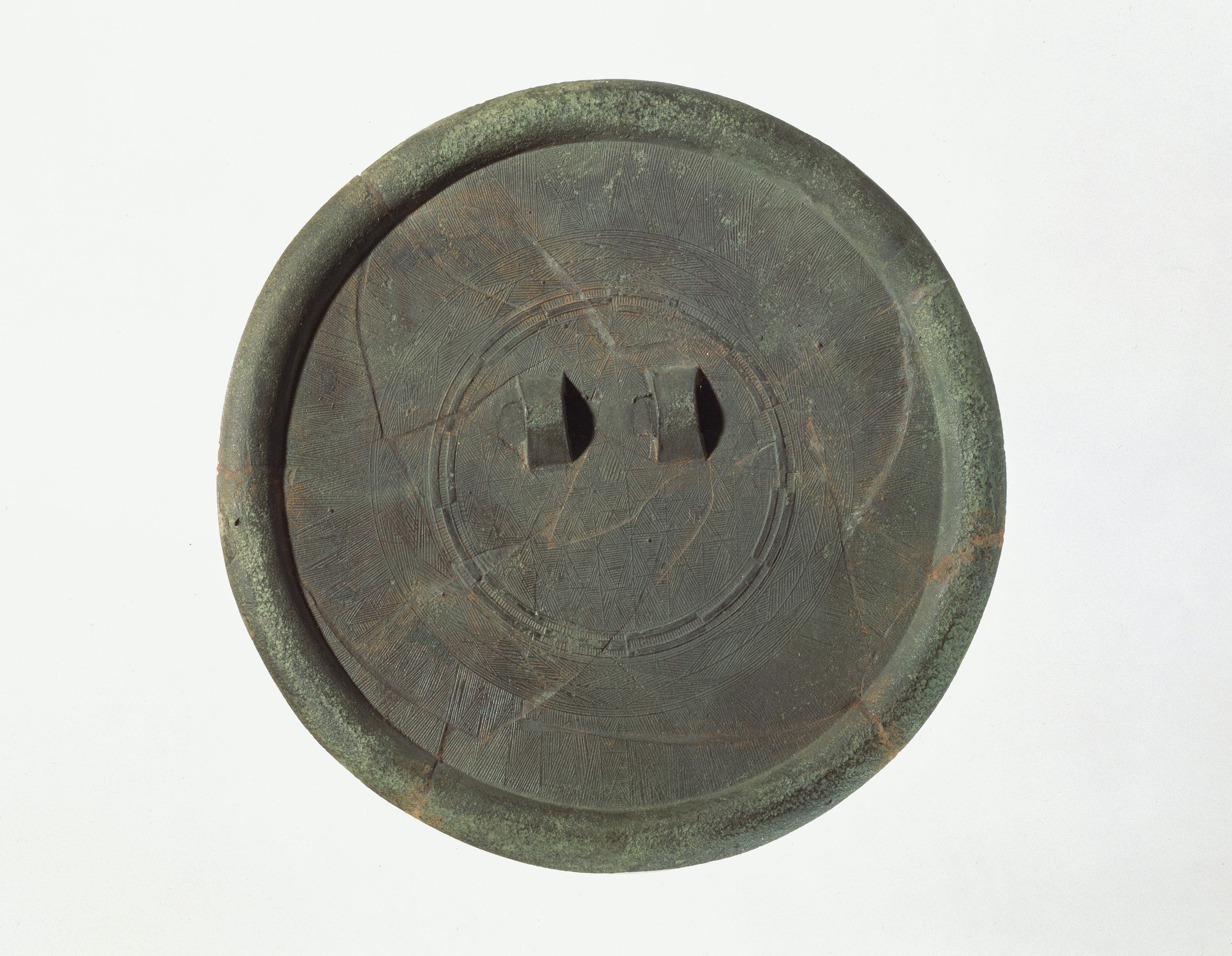
Miroir de bronze au décor linéaire en très fin relief, dont motifs « en étoile rayonnante » et frise de bandes en « positif-négatif »[N 4]. Site de Daegok-ri
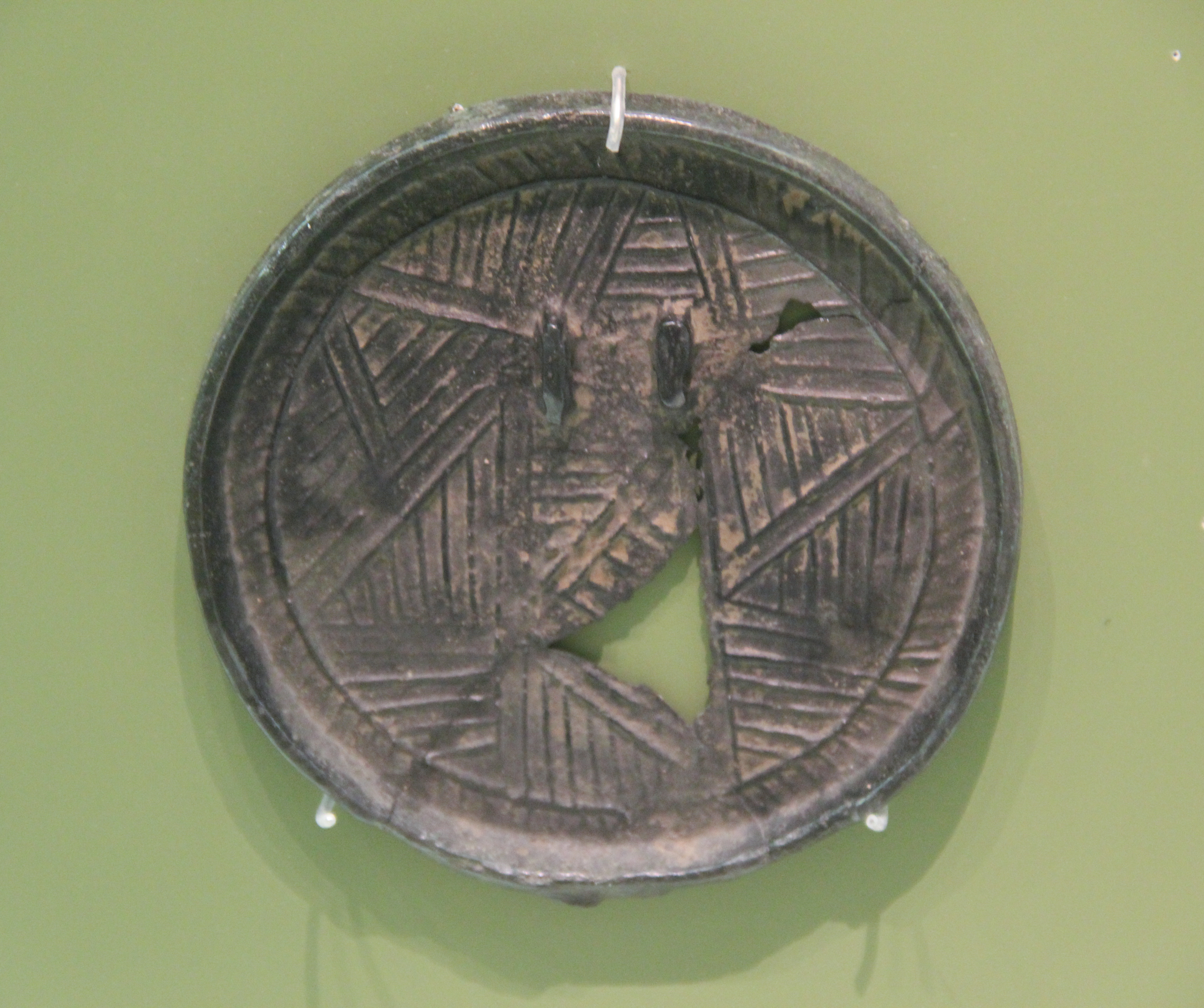
Miroir de bronze, D. 11,2 cm. Environs de Pyongyang. Période Gojoseon, début de l'âge du fer. Musée national de Corée

## Disparition

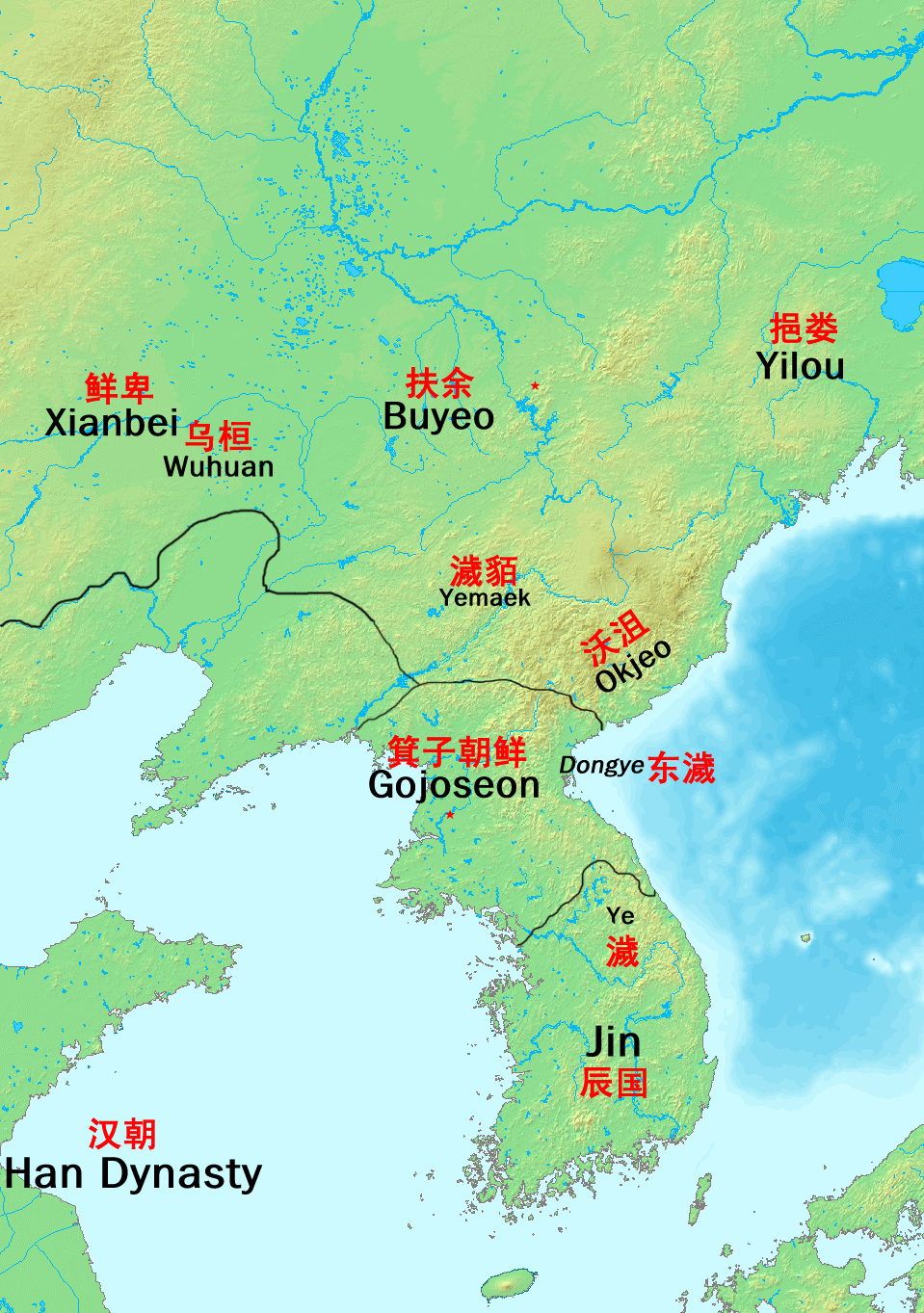
L'État de Jin et le royaume de Gojoseon, à la fin de la culture du poignard de bronze

La disparition progressive de la culture du poignard de bronze en Chine peut être mise en relation avec la conquête de la péninsule du Liaodong par l'État de Yan. Vers l'an 300 av. J.-C., Qin Kai parvient à infliger une sévère défaite au royaume coréen de Gojoseon et conquiert les côtes nord et ouest de la baie du Liaodong. L'état de Yan disparait lui aussi, conquis en 222 av. J.-C. par l'État de Qin. La première mention incontestée de Gojoseon correspond à la conquête par l'empereur Han Wudi de la dynastie Han, entre 109 et 106 av. J.-C. En effet la fondation de l'empire Han avait provoqué l'installation en Corée d'opposants chinois, installation qui a mené finalement à cette invasion. S'ensuit alors l'implantation de quatre commanderies qui subsisteront en partie (la commanderie de Lelang jusqu'en 313), malgré le retrait de Wudi en 126.
D'autre part, en l'état actuel des connaissances (2009), Jin serait une confédération  composée d'entités politiques individuelles, représentées, du point de vue archéologique, par la « culture du poignard de bronze » dans sa phase finale, et reliées entre elles par les pratiques religieuses et le réseau des échanges d'objets en bronze. Cette confédération de Jin, établie sur une partie du Sud-ouest de la péninsule, représente alors un pouvoir politique qui pratique des échanges avec la Chine et Gojoseon, à la fin du IIe siècle. La pétition, datant de cette époque, qu'il soumet afin d'obtenir une audience auprès de l'empereur de la dynastie Han, chinoise, est rejetée en raison de l'opposition du roi Ugeo (Ugō), petit fils de Wiman de Gojoseon (Wei Man). Gojoseon, qui contrôle les circuits d'échange entre les Coréens du Sud de la péninsule et la Chine, utilise ce pouvoir comme moyen de pression dans son affrontement avec Jin, ce qui provoque le déclin de la production du bronze et, en conséquence, la dislocation de cette confédération.
La phase de déclin de la culture du bronze va du IIe siècle av. J.-C. au IIe siècle, au moment où se développe le travail du fer centré sur l'ancienne région de Yōngnam (Yeongnam (en)) (approximativement la région de Gyeongsang, au sud-est de la péninsule, qui devient ensuite la confédération de Jinhan - future Silla - et la confédération de Gaya). C'est la période pendant laquelle les miroirs et les crécelles disparaissent et où se rencontrent les dépôts rituels d'armes, comme les pointes de lances et les hallebardes portant des inscriptions.
Dans sa dernière phase, la culture du bronze de Corée est suivie, sur le plan politique, par la période Samhan (IIIe siècle av. J.-C. - IIIe siècle), qui en a hérité les mêmes bases ethniques et culturelles. C'est une période où les villes commencent à être fortifiées, où une structure politique hiérarchisée se met en place, et qui s'oppose au système tribal qui était de règle auparavant.